# György Kozmann
György Kozmann, född den 23 mars 1978 i Szekszárd, Ungern, är en ungersk kanotist.
Han tog OS-brons i C-2 1000 meter i samband med de olympiska kanottävlingarna 2004 i Aten.
Han tog OS-brons igen på samma distans i samband med de olympiska kanottävlingarna 2008 i Peking.